# روابط اسرائیل و نیجر
هیچ روابط رسمی دو جانبه ای بین دولت اسرائیل و جمهوری نیجر وجو ندارد. روابط دیپلماتیک میان دو کشور میان استقلال نیجر در سال ۱۹۶۰ و ۱۹۷۳ فعال بود. روابط در سال ۱۹۹۶ مجدداً عادی شد، اما در سال ۲۰۰۲ توسط نیجر خاتمه یافت. بین شهروندان کشورها محدودیت خاصی در سفر و تجارت وجود ندارد.

## روابط پیشین
نیجر در سال ۱۹۶۰ از فرانسه استقلال یافت و در آن زمان با دولت اسرائیل روابط برقرار کرد، اگرچه نیجر هرگز در آنجا نمایندگی دائمی ایجاد نکرد. در اوایل دهه ۱۹۶۰، چندین برنامه توسعه اسرائیل، بیشتر مربوط به تبادل کارشناسان در زمینه توسعه کشاورزی در مناطق خشک، در نیجر ایجاد شد. دولت اسرائیل همچنین در تأسیس پیشگامان جوان نیجر، یک گروه ملی و جوانان و مدنی، کمک کرد. در اواسط دهه ۱۹۶۰، نیجر سفارت خود را در اسرائیل افتتاح کرد. به دنبال جنگ شش روزه در سال ۱۹۶۷، احساسات مردمی و دولتی نیجری نسبت به اسرائیل سرد شد. دولت اسرائیل به نوبه خود روابط نزدیک نیجر و لیبی را که از سال ۱۹۶۹ آغاز شد، نپذیرفت. ادامه درگیری اسرائیل با همسایگان خود، افزایش فشار متحدین مانند لیبی و حرکت تعدادی از کشورهای آفریقایی در یک جهت مشابه، باعث شد که جمهوری نیجر به‌طور رسمی تمام روابط دیپلماتیک خود را با دولت اسرائیل در تاریخ ۱ ژانویه ۱۹۷۳ پایان دهد.
چندین همسایه دیگر نیجر همزمان روابط خود را قطع کردند، از جمله مالی (۴ ژانویه ۱۹۷۳: همچنان با اسرائیل رابطه ندارد) و نیجریه (که روابط خود را در سال ۱۹۹۲ دوباره برقرار کرد).

## بازگشایی دوباره و به هم خوردن
برقراری مجدد رسمی روابط، بدون بازگشایی سفارت‌ها، در ۲۸ نوامبر ۱۹۹۶ اتفاق افتاد. این بازگشایی، مانند آنچه بین همسایگان مانند موریتانی، در پی پیمان اسلو، پایان آپارتاید و فشار ایالات متحده برای حمایت از گشودن تصور صلح فلسطین - اسرائیل صورت گرفت. بازگشایی دوباره روابط، از اواخر اکتبر ۱۹۹۶، با کودتای نظامی ۲۷ ژانویه ۱۹۹۶ انجام شد. ابراهیم باره میناسارا تمایل این را داشت که دولت جدید برای معکوس کردن و پس گرفتن کمک از دو حامی اصلی مالی نیجر، ایالات متحده و فرانسه تلاش کند. در کمتر از سه سال میناسارا سرنگون شد و دولت جدید دموکراتیک نیجر روابط با غرب را دوباره برقرار کرد.
در آوریل ۲۰۰۲، به دنبال انتفاضه دوم سال ۲۰۰۰، و اعتراضات خیابانی فزاینده علیه سیاست خارجی اسرائیل و ایالات متحده، دولت نیجر مجدداً گسست رسمی در روابط دیپلماتیک را اعلام کرد.
در خاتمه روابط، نیجر اولین کشوری بود که از زمان قیام فلسطین در سال ۲۰۰۰ رابطه خود را با اسرائیل قطع کرد.

## روابط کنونی
در سال ۲۰۰۹، هیچ رابطه دیپلماتیک بین دو کشور وجود نداشت. هیچ محدودیت تجاری و مسافرتی خاصی بین دو ملت وجود ندارد. کلیه بازدیدکنندگان خارج از جامعه اقتصادی کشورهای آفریقای غربی (ECOWAS) هنگام ورود به نیجر باید ویزای بازدید کننده داشته باشندو نیجری‌ها برای سفر به اسرائیل با محدودیت رسمی‌ای روبرو نیستند. در حالی که گاهی اوقات اعتراضاتی علیه سیاست اسرائیل در نیجر وجود دارد، اسرائیلی‌ها به سفر و کار در این کشور ادامه می‌دهند.